# الصهاريج (ولاية البويرة)
صحااريج بلدية بولاية البويرة الجزائرية.

## تضاريس
- جبل لالة خديجة

## مواضيع ذات صلة
- بلديات ولاية البويرة
- دوائر ولاية البويرة